# Танець (мініальбом)
«Танець» — перший міні-альбом українського фолк-метал гурту «Тінь Сонця», який вийшов 13 квітня 2019. Його було записано на студії Divine Records у Кривому Розі.

## Про альбом
Міні-альбом вийшов у світ 13 квітня 2019, як раз напередодні великого виступу у клубі MonteRay у Києві, який був фінальним у весняному турі, що включав у себе також такі міста, як: Кременчук, Дніпро та Харків. Команда повідомила про новинку на своїх сторінках у соціальних мережах. Фронтмен гурту, Сергій Василюк, так написав про вихід цього релізу у своєму Facebook:
«Ми це зробили! Дякую усім, хто долучився, зокрема нашим шанувальникам-благодійникам, які підтримали! Люблю вас, усіх обіймаю».
Варто відзначити, що слова у пісні «Луканнон» належать Редьярду Кіплінгу та відносяться до «Книги джунглів», а переклад з англійської зробив Володимир Чернишенко.

## Список композицій
| Стандартне видання        | Стандартне видання | Стандартне видання | Стандартне видання | Стандартне видання |
| #                         | Назва              | Автор слів         | Автор музики       | Тривалість         |
| ------------------------- | ------------------ | ------------------ | ------------------ | ------------------ |
| 1.                        | «Луканнон»         | Редьярд Кіплінг    | Сергій Василюк     | 5:32               |
| 2.                        | «Спалена Земля»    | Сергій Василюк     | Сергій Василюк     | 3:44               |
| 3.                        | «Танець»           | Сергій Василюк     | Сергій Василюк     | 4:20               |
| Загальна тривалість 13:36 |                    |                    |                    |                    |

## Учасники запису
У записі альбому взяли участь:
- Сергій Василюк — вокал, бас-гітара, клавішні (трек 1)
- Антон Которович — гітара
- Олег Слободян — бандура (треки 1 та 2), клавішні (трек 2)
- Владислав Ваколюк — бандура (трек 3)
- Юрій Іщенко — барабани